# Smodicinodes
Genre
Smodicinodes est un genre d'araignées aranéomorphes de la famille des Thomisidae.

## Distribution
Les espèces de ce genre se rencontrent en Chine, en Thaïlande et en Malaisie.

## Liste des espèces
Selon World Spider Catalog (version 18.0, 24/02/2017) :
- Smodicinodes hupingensis Tang, Yin & Peng, 2004
- Smodicinodes kovaci Ono, 1993
- Smodicinodes schwendingeri Benjamin, 2002
- Smodicinodes yaoi Tang & Li, 2010

## Publication originale
- Ono, 1993 : An interesting new crab spider (Araneae, Thomisidae) from Malaysia. Bulletin of National Science Museum, Tokyo, sér. A, vol. 19, no 3, p. 87-92 (texte intégral).